# Android KitKat
Android 4.4 "KitKat" là một phiên bản của hệ điều hành di động Android được phát triển bởi Google, kéo dài từ phiên bản 4.4 đến 4.4.4. Được tiết lộ vào ngày 3 tháng 9 năm 2013, KitKat được chủ yếu tập trung vào tối ưu hóa hệ điều hành để cải thiện hiệu năng cho các thiết bị giá rẻ với tài nguyên hạn chế.
Tính đến  ngày 3 tháng 11 năm 2017, thống kê được phát hành bởi Google cho biết 14,5% trong số tất cả các thiết bị Android truy cập Google Play chạy KitKat.
Theo thông báo từ "blog dành cho các nhà phát triển Android", kể từ 8/2023. Android 4.4 "KitKat" sẽ không còn được hỗ trợ cập nhật "Google Play Services" sau bản cập nhật 23.30.99.

## Lịch sử
Android 4.4 "KitKat" được chính thức công bố vào ngày 3 tháng 9 năm 2014. Bản phát hành này có tên mã nội bộ là "Key Lime Pie"; John Lagerling, điều hành mảng quan hệ toàn cầu của Android và nhóm của anh đã quyết định bỏ cái tên này, cho rằng "rất ít người biết được hương vị của một chiếc bánh pie chanh". Nhắm đến một cái tên "vui nhộn và bất ngờ", nhóm của anh để ngỏ khả năng sử dụng cái tên "KitKat". Lagerling đã gọi điện cho một người đại diện của Nestlé, công ty đang nắm giữ thương hiệu Kit Kat và sản xuất loại kẹo này bên ngoài Hoa Kỳ (nơi nó được sản xuất bởi The Hershey Company theo giấy phép), và đã nhanh chóng đạt được một thỏa thuận sơ bộ về sự quảng bá kết hợp giữa hai công ty, sau đó đã được hoàn thành trong một cuộc họp tại Mobile World Congress vào tháng 2 năm 2013. Sự hợp tác này không được thông báo công khai, kể cả với các nhân viên Google và các nhà phát triển Android (những người vẫn tiếp tục nội bộ gọi tên HĐH là "KLP"), cho đến khi được thông báo chính thức vào tháng 9.
Trong một phần của nỗ lực quảng bá, các thanh kẹo Kit Kat với hình dạng của biểu trưng người máy Android đã được sản xuất, trong khi đó Hershey tổ chức một cuộc thi tại Hoa Kỳ với giải thưởng là máy tính bảng Nexus 7 và tài khoản tín dụng trên Google Play Store.
Nexus 5, được phát triển bởi LG Electronics, được tiết lộ vào ngày 30 tháng 9 năm 2013 như là thiết bị mở đầu cho KitKat.
Tính đến tháng 4 năm 2017, các lỗi bảo mật được tìm thấy trong Android 4.4.4 tiếp tục được vá qua các bản sửa lỗi được phát hành trên Android Open Source Project.

## Phát triển
Tiếp tục tập trung cải thiện hiệu suất và độ nhạy bén trực quan trên Android 4.1 "Jelly Bean", mục đích chính của Android 4.4 là tối ưu hóa nền tảng tạo nên hiệu suất tốt hơn trên các thiết bị tầm thấp, mà không ảnh hưởng các khả năng và chức năng chung của nó. Tiền thân của nó ban đầu có tên mã là "Project Svelte", mà giám đốc mảng kỹ thuật của Android Dave Burke nói đùa là một kế hoạch giảm cân sau khi "Project Butter" của Jelly Bean đã làm HĐH này "tăng cân". Để mô phỏng các thiết bị tầm thấp, các nhà phát triển đã giảm tốc độ phần cứng của các thiết bị Nexus 4 để chạy với một tốc độ CPU được giảm xuống tương đương với chỉ một lõi hoạt động, bộ nhớ 512 MB, và độ phân giải hiển thị 960x540—các thông số nhằm mô phỏng một thiết bị Android tầm thấp phổ biến.
Một công cụ phát triển được biết đến như các proctool được phát triển để phân tích mức độ sử dụng bộ nhớ của các ứng dụng theo thời gian, đặc biệt với các dịch vụ ngầm. Dữ liệu này được dùng để tối ưu hóa và phân tách các ứng dụng và dịch vụ Google không hiệu quả, qua đó giúp giảm mức độ sử dụng bộ nhớ chung của Android. Hơn nữa, 4.4 được thiết kế để quản lý bộ nhớ mạnh mẽ hơn, giúp quản lý các ứng dụng đang tốn quá nhiều bộ nhớ.

## Tính năng

### Trải nghiệm người dùng
Giao diện tổng thể của KitKat tiếp tục đơn giản hóa giao diện "Holo" được giới thiệu trong 4.0, thay thế một số thành phần có tông màu xanh (như các biểu tượng thanh trạng thái) thành màu xám và trắng. Các ứng dụng có thể kích hoạt thanh trạng thái và thanh điều hướng trong suốt, hoặc kích hoạt chế độ toàn màn hình ("chế độ Immersive mode") để hoàn toàn ẩn chúng đi. Trình khởi động cũng có thêm các thành phần giao diện mới, với các thanh điều hướng trong suốt, và thay thế bóng đổ màu đen trong danh sách ứng dụng thành bóng đổ trong suốt. Hơn nữa, nút menu hành động trong các ứng dụng luôn được hiển thị, kể cả trên các thiết bị có nút điều hướng "Menu" cũ. Trong Cài đặt, người dùng có thể đặt Màn hình chính (Trình khởi động) và ứng dụng nhắn tin mặc định.
Trên các thiết bị gốc, các ứng dụng Nhắn tin và Movie Studio đã bị loại bỏ; sau đó được thay thế bởi Google Hangouts đã hỗ trợ SMS. Ứng dụng Thư viện AOSP cũng đã bị loại bỏ và thay thế bởi Google+ Photos. Trong một số ứng dụng còn có thêm trình chọn tập tin "Documents" mới.

### Nền tảng
Một môi trường thời gian chạy mới có tên là Android Runtime (ART), dự định thay thế máy ảo Dalvik, được giới thiệu dưới dạng xem trước trong KitKat. ART là một thời gian chạy đa nền tảng hỗ trợ các cấu trúc x86, ARM, và MIPS ở cả môi trường 32-bit và 64-bit. Không giống như Dalvik sử dụng biên dịch JIT, ART biên dịch các ứng dụng sau khi cài đặt, có nghĩa là từ nay về sau HĐH sẽ chạy các ứng dụng đã được biên dịch sẵn. Kỹ thuật này loại bỏ quá trình đầu tiên gắn liền với quá trình JIT, cải thiện hiệu năng hệ thống.
Các thiết bị có bộ nhớ RAM từ 512 MB trở xuống sẽ được nhận diện là các thiết bị có "RAM thấp". Sử dụng một API, các ứng dụng có thể phát hiện các thiết bị RAM thấp và qua đó chỉnh sửa chức năng của chúng. KitKat cũng hỗ trợ zram. Các thành phần WebView được cập nhật để tận dụng một phiên bản của engine vẽ trong Google Chrome. Một API Storage Access Framework (Khung làm việc Truy cập Bộ nhớ) mới cho phép các ứng dụng lấy lại các tập tin bằng một cách thức phù hợp; như một phần của khung làm việc, một trình chọn tập tin hệ thống mới cho phép người dùng truy cập các tập tin từ nhiều nguồn khác nhau (bao gồm các tập tin truy cập qua các ứng dụng, như các dịch vụ lưu trữ trực tuyến).
Một API công cộng được giới thiệu để phát triển và quản lý các ứng dụng nhắn tin. Các API kết hợp cảm biến, phát hiện bước đi và bộ đếm cũng được thêm vào. KitKat hỗ trợ "giả lập thẻ chủ" cho các giao tiếp tầm gần, cho phép các ứng dụng giả lập một thẻ thông minh cho các hoạt động như thanh toán di động.